# Willie Banks
William Augustus „Willie” Banks, III (ur. 11 marca 1956 w Travis Air Force Base niedaleko Fairfield w stanie Kalifornia) – amerykański lekkoatleta, specjalizujący się w trójskoku, dwukrotny uczestnik letnich igrzysk olimpijskich (Los Angeles 1984, Seul 1988). Jako pierwszy w historii skoczył dalej niż 18 m w trójskoku – 18,20 m (Indianapolis, 16 lipca 1988), jednak ze względu na zbyt silny wiatr (+5,2 m/s), wiejący przy tym skoku w plecy, rezultat ten nie jest uznawany jako oficjalny.

## Sukcesy sportowe
- czterokrotny mistrz Stanów Zjednoczonych w trójskoku – 1980, 1981, 1983, 1985[2]

| Rok  | Miasto       | Zawody                   | Konkurencja | Wynik         |
| ---- | ------------ | ------------------------ | ----------- | ------------- |
| 1977 | Sofia        | uniwersjada              | trójskok    | brązowy medal |
| 1979 | Meksyk       | uniwersjada              | trójskok    | złoty medal   |
| 1979 | San Juan     | igrzyska panamerykańskie | trójskok    | srebrny medal |
| 1983 | Helsinki     | mistrzostwa świata       | trójskok    | srebrny medal |
| 1984 | Los Angeles  | igrzyska olimpijskie     | trójskok    | 6. miejsce    |
| 1985 | Canberra     | puchar świata            | trójskok    | 1. miejsce    |
| 1987 | Indianapolis | igrzyska panamerykańskie | trójskok    | srebrny medal |
| 1988 | Seul         | igrzyska olimpijskie     | trójskok    | 6. miejsce    |

## Rekordy życiowe
- skok w dal – 8,11 – Lozanna 14/07/1981
- trójskok – 17,97 – Indianapolis 16/06/1985 (rekord świata do 18/07/1995)[4], 7. wynik w historii światowej lekkoatletyki
- trójskok (hala) – 17,41 – San Diego 19/02/1982